# Cicadulina storeyi
Cicadulina storeyi är en insektsart som beskrevs av William Edward China 1936. Cicadulina storeyi ingår i släktet Cicadulina och familjen dvärgstritar. Inga underarter finns listade i Catalogue of Life.